# Creighton Miller
College Football Hall of Fame 1976
Creighton Miller, né le 26 septembre 1922 à Cleveland, dans l'Ohio et mort le 22 mai 2002 à Shaker Heights, également dans l'Ohio, est un Américain, avocat et joueur de football américain.
En tant qu'avocat, il joue un rôle dans l'organisation de la National Football League Players Association (NFLPA), le syndicat représentant les joueurs de la National Football League. Il est élu au College Football Hall of Fame et au Delaware Sports Museum and Hall of Fame en 1976.
Miller est le septième membre de sa famille à jouer au football américain pour les Fighting Irish de l'université de Notre Dame située à South Bend dans l'Indiana. Il était le halfback vedette de l'équipe qui a remporté le championnat national en 1943. Cette année-là, Miller est désigné All-American et termine quatrième lors du vote pour le trophée Heisman. Il était le meilleur à son poste cette saison là avec 911 yards gagnés à la course.
Miller est sélectionné par la franchise des Tigers de Brooklyn de la NFL, mais ne joue finalement pas au niveau professionnellement en raison de son hypertension. Il entraîne brièvement Notre Dame. En 1946, il devient entraîneur adjoint chez les Browns de Cleveland évoluant dans l'All-America Football Conference. Il choisit ensuite la carrière d'avocat à Cleveland. En collaboration avec d'anciens joueurs des Browns (Dante Lavelli et Abe Gibron), il contribue à la fondation de la NFLPA en 1956. Il en devient le premier conseiller juridique. Il reste à ce poste jusqu'en 1968, année de la fusion entre l'AFL et la NFL. Miller continue à pratiquer le droit à Cleveland jusqu'à sa mort en 2002 en se spécialisant dans les litiges maritimes ainsi que ceux liés à l'amiante.

## Jeunesse
Miller est né à Cleveland dans l'Ohio, dans une famille de sportifs. Il fréquente le lycée DuPont à Wilmington dans le DelawareIl devient le septième membre de sa famille à jouer au football américain à l'université Notre-Dame-du-Lac de South Bend dans l'Indiana,. Harry Miller, son père, était un halfback All-American de cette université et le capitaine des Fighting Irish en 1908. L'un de ses oncles, Don Miller (en), faisait partie de l'escouade dominante des linebackers de Notre Dame en 1924 qui était surnommée les Four Horsemen (quatre cavaliers). Son frère Tom a joué avec lui pour Notre-Dame en 1941 et 1942. Miller tient son prénom de l'université Creighton où, à sa naissance, son père était entraîneur de l'équipe de football américain dles Bluejays.

## Carrière universitaire
Miller est un exceptionnel halfback lorsqu'il joue dès 1941 à Notre Dame sous la direction de l'entraîneur Frank Leahy (en). Il gagne 151 yards à la course lors d'un match de 1942 joué contre les Wildcats de l'université Northwestern, record de l'université sur un seul match qui a tenu jusqu'en 1974. En 1943, il est le meilleur du pays à son poste avec 911 yards gagnés à la course. Il a marqué treize touchdowns et est classé quatrième lors au vote du trophée Heisman. Notre Dame termine avec un bilan de neuf victoires pour une défaite et remporte le titre national NCAA. Il est désigné All-American par consensus et est sélectionné pour participer au College All-Star Game (en), un match annuel désormais disparu qui opposait les champions de la NFL à une équipe composée des meilleurs joueurs universitaires du pays. Au fur et à mesure de ses succès sur le terrain, Miller devient de moins en moins gérable. À la grande frustration de Leahy, il manque chaque année les entraînements du printemps pour jouer au golf. Néanmoins, l'entraîneur ne tente pas de lui imposer plus de discipline car il est le meilleur halfback de son équipe.

## Carrière d'entraîneur et d'avocat
Miller est sélectionné en 3e choix global lors du premier tour de la draft 1944 de la NFL (en) par la franchise des Tigers de Brooklyn. L'hypertension artérielle l'oblige cependant à interrompre ses activités sportives. Il reste donc à Notre Dame en 1944 pour y étudier le droit et pour devenir entraîneur. L'année suivante, il accepte un poste d'entraîneur adjoint chez les Browns de Cleveland, une équipe de la nouvelle All-America Football Conference (AAFC), entraînée par Paul Brown. Au moment où il est engagé par le propriétaire des Browns, Arthur B. McBride (en) (dont le fils avait également étudié à Notre Dame) Miller étudiait le droit à l'université de Yale et il y était également entraîneur des linebackers de l'équipe de football de l'université,. Miller fut le premier entraîneur engagé par les Browns qu'il rejoint le 1er août 1946. Après que les Browns aient remporté le championnat de l'AAFC, il reprend ses études à la faculté de droit de Yale à la fin de l'année,,.
Miller entraîne chez les Browns pendant un an et touche un salaire de 5 200 dollars qui lui permet de payer ses études de droit. Après avoir obtenu son diplôme, il devient avocat à Cleveland et est le conseiller juridique des Browns jusqu'à ce que McBride vende l'équipe en 1953,. En 1954, les joueurs des Browns, Dante Lavelli et Abe Gibron, approchent Miller pour former un syndicat représentant les joueurs de la NFL que la franchise des Browns avait rejointe en 1950. Même si les salaires en NFL avaient augmenté à la fin des années 1950 par rapport à la décennie précédente, les bénéfices des propriétaires augmentaient à un rythme encore plus rapide, le football américain gagnant en popularité. Les joueurs se plaignaient de ne pas recevoir de salaire pour les matchs d'exhibition ou les camps d'entraînement d'avant-saison auxquels participaient souvent plus de soixante hommes dont seulement trente-six se retrouvaient sélectionnés pour le roster final,. Les joueurs de la Major League Baseball avaient déjà un syndicat de joueurs, et Lavelli et Gibron estimaient que la NFL devrait avoir une organisation similaire pour défendre leurs intérêts.
Lavelli, Gibron, Miller et le quarterback des Browns, George Ratterman (en), se rencontraient dans le sous-sol de Lavelli à Rocky River dans l'Ohio, ainsi que dans le bureau de Miller situé dans le centre-ville de Cleveland pour discuter de ce projet de syndicat. Après deux ans de discussions et de recrutement, 370 joueurs de la NFL sont prêts à soutenir le syndicat. Les seuls à ne pas vouloir adhérer au projet sont les membres des Bears de Chicago restés fidèle à leur propriétaire George Halas. En novembre 1956, Creighton Miller, Norm Van Brocklin (quarterback des Rams de Los Angeles), et Kyle Rote (wide receiver des Giants de New York) annoncent officiellement la création de la National Football League Players Association (NFLPA).
La NFLPA exigeait que les joueurs reçoivent un salaire annuel minimum de 5 000 dollars, qu'ils soient payés pendant le camp d'entraînement et lorsqu'ils ne savent pas jouer en raison d'une blessure. Les propriétaires font quelques concessions mais refusent de reconnaître la NFLPA. En 1957, Miller menace de poursuivre la ligue en justice en vertu des lois antitrust, à moins que les propriétaires ne reconnaissent le syndicat. Il témoigne devant le Congrès américain lors des audiences antitrust de la NFL et y atteste que les joueurs étaient piégés par des contrats désavantageux rédigés par les propriétaires de la NFL. Miller gagnait 1 000 dollars par an pour défendre le syndicat, salaire que certains joueurs ont jugé injustifié en 1960 en raison de ses relations tendues avec les propriétaires de la NFL et de son incapacité à faire reconnaître le syndicat. En 1967, Bernie Parrish, joueur défensif à la retraite des Browns, déclare que Miller n'en fait pas assez pour répondre aux demandes des joueurs. Parrish tente alors de former son propre syndicat.
Miller a été l'avocat de la NFLPA jusqu'en 1968, date à laquelle il démissionne pour se concentrer sur la représentation individuelle des joueurs et comme agent de joueur, négocie les contrats. La NFL reconnait officiellement le syndicat plus tard dans l'année et les deux parties négocient leur première convention collective. L'entraîneur de Cleveland, Paul Brown, détestait tellement Miller pour son travail avec la NFLPA qu'il l'a fait rayer de la photo de l'équipe des Browns en 1946.
Plus tard dans sa carrière d'avocat, Miller se spécialise en droit maritime ainsi que dans les cas juridiques impliquant l'amiante. Il représente l'American Shipbuilding Company (en) de George Steinbrenner (originaire de Cleveland) dans les années 1960. Passionné de golf, Miller remporte à sept reprises le championnat du Shaker Country Club. Il est intronisé au College Football Hall of Fame et au Delaware Sports Museum and Hall of Fame en 1976,. Miller est retrouvé mort d'une crise cardiaque en 2002. Il ne s'est jamais marié.

### Articles de journaux
1. 1 2 3 4 5 6  (en) « Creighton Miller (1976) », sur National Football Foundation, College Football Hall of Fame (consulté le 2 février 2020)
2. 1 2 3 4 5 6 7  (en) Richard Goldstein, « Creighton Miller, 79, Lawyer And Notre Dame Halfback. », sur www.webcitation.org, The New York Times, 29 mai 2002 (consulté le 2 février 2020)
3. 1 2 3  (en-US) admin, « This Day in College Football History – September 26th », sur CFB History, 26 septembre 2019 (consulté le 2 février 2020)
4. ↑  (en) « Creighton Miller To Shun Pro Grid. », sur news.google.com, Painesville Telegraph, 26 août 1944 (consulté le 2 février 2020)
5. ↑  (en-US) « 1944 NFL Draft », sur 247Sports (consulté le 2 février 2020)
6. ↑  (en) « The Notre Dame Football Encyclopedia: MILLER, CREIGHTON. », sur www.irishlegends.com, octobre 2003 (consulté le 2 février 2020)
7. ↑  (en) Associated Press, « Pro League to Get Creighton Miller. », sur news.google.com, Pittsburgh Post-Gazette, 27 mars 1945 (consulté le 2 février 2020)
8. ↑  (en) « Creighton Miller Will Join Browns. », sur news.google.com, Painesville Telegraph, 21 mai 1946 (consulté le 2 février 2020)
9. ↑  (en) Associated Press, « NFLPA Announces Plan For $4,200,000 Lawsuit. », sur news.google.com, St. Petersburg Times, 22 novembre 1957 (consulté le 2 février 2020)
10. ↑  (en) Associated Press, « Criticism Of Grid Owners Voiced Today. », sur news.google.com, The Dispatch, 1er août 1957 (consulté le 2 février 2020)
11. ↑  (en-US) Richard Sandomir, « Bernie Parrish, All-Pro Cornerback Who Took on the N.F.L., Dies at 83 », The New York Times,‎ 25 octobre 2019 (ISSN 0362-4331, lire en ligne, consulté le 2 février 2020)
12. ↑  (en) Associated Press, « Miller Resigns As Counsel For Pro Gridders. », sur news.google.com, Lewiston Morning Tribune, 7 janvier 1968 (consulté le 2 février 2020)
13. ↑  (en) Sam Goldaper, « N.F.L. Club Owners and Player Group Reach Agreement. », sur www.webcitation.org, The New York Times, 15 juillet 1968 (consulté le 2 février 2020)
14. ↑  (en) « Delaware Sports Museum and Hall of Fame. », sur www.webcitation.org (consulté le 2 février 2020)

### Ouvrages
1. ↑  Porter 1995, p. 484.
2. 1 2 3 4 5 6  Coughlin 2011, p. 59.
3. ↑  Piascik 2007, p. 64.
4. ↑  Piascik 2007, p. 73.
5. 1 2 3  Coenen 2005, p. 181.
6. ↑  Coenen 2005, p. 180–181.
7. ↑  Keim 1999, p. 53.
8. 1 2 3  Coenen 20005, p. 181.
9. ↑  Coenen 20005, p. 182.
10. 1 2 3  Coughlin 2011, p. 58.